# 740 Boyz
740 Boyz war ein US-amerikanisches Dance-Projekt, das 1991 von dem New Yorker Winston Rosa gegründet wurde. Der größte Hit hieß Shimmy Shake und wurde 1994 veröffentlicht.

## Bandgeschichte
Winston Rosa arbeitete mit verschiedenen Künstlern, wie Shaggy und Afrika Bambaata, bevor er mit Pickles und Danny 740 Boyz gründete. In New York traf er Rafael Vargas, der mit 2 in a Room erfolgreich war. Das Resultat der anschließenden Zusammenarbeit beider Acts war die Single Shimmy Shake. Damit gelang 1995 der Einstieg in die deutsche, österreichische und britische Hitparade; den größten Erfolg erzielte die Single in Frankreich, wo sie bis auf Platz 2 stieg und insgesamt 13 Wochen in den Top Ten verweilen konnte. Mit Bump Bump Booty Shake schafften 740 Boyz 1996 immerhin noch eine Platzierung in einigen europäischen Singlecharts. Nach drei weiteren Veröffentlichungen fand das Projekt 1997 ein Ende.

## Mitglieder
- Big Win – „El Patron“ (Winston Rosa)
- Pickles – „El Gordito“
- Danny – „El Chulito“

## Diskografie

### Alben
- 1995: Shimmy Shake (MCA)
- 1996: 740 Boyz (Cutting Records)

### Singles
- 1994: Shimmy Shake
- 1995: Shimmy Shake (House Mixes)
- 1996: Bump Bump Booty Shake
- 1996: Party Over Here
- 1996: Jingle Jangle
- 1997: Get Busy
- 2001: Shake Ya Shimmy (Porn Kings vs. Flip & Fill feat. 740 Boyz)